# テラタ (秋田県)
株式会社テラタは、秋田県能代市に本社を構えるスーパーマーケットチェーン。能代市の他、三種町や潟上市に展開する。

## 概要
戦前から能代市で青果物の販売事業（りんご移出業）を開始し、1956年株式会社寺田食品市場を設立した
。1966年日本セルコグループに加盟、2023年にはオール日本スーパーマーケット協会（AJS）に加盟し、能代市を中心に事業を展開している。
現在能代市は大型店が多数進出したオーバーストアー状態にあり、競争の激化によってテラタを取り巻く環境を厳しいものとしているが、近年では三種町浜口にあるショッピングセンターの核店舗として八竜店の出店や、潟上市に天王店の出店、能代市悪土に物流センターの開設を行っている。
2019年4月には能代市のバイパス店を能代市下内崎からより能代市中心部に近い大瀬へと移転し、また旧店舗は増改修してニトリへと貸し出す決定をした
。

## 店舗一覧

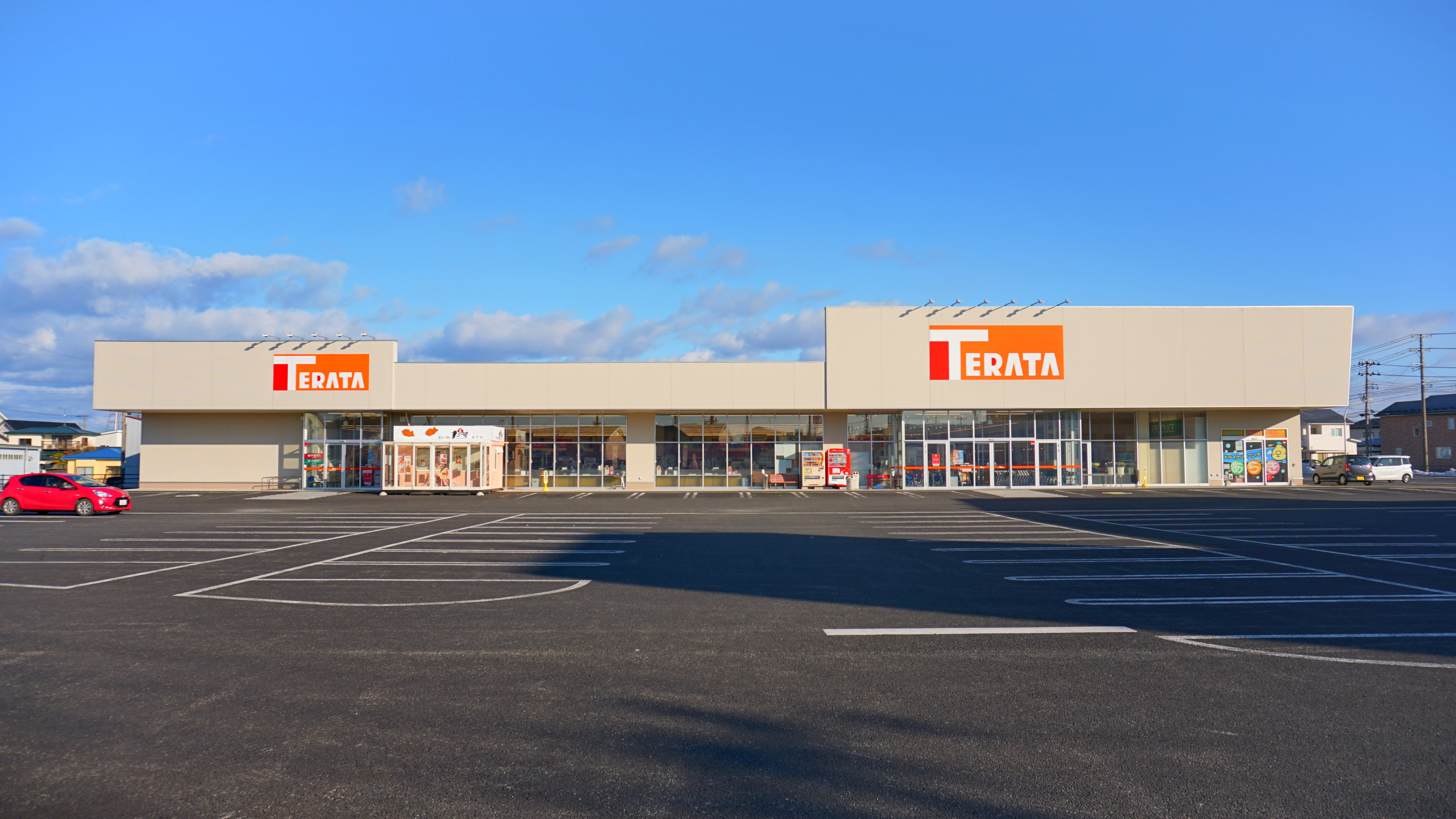
テラタバイパス店

- 向能代店 秋田県能代市落合字上谷地10-5
- 鹿渡店 秋田県山本郡三種町鹿渡字西小瀬川175-2
- バイパス店 秋田県能代市大瀬
- 八竜店（八竜ショッピングセンター『ポポロ』内） 秋田県山本郡三種町浜田字浜田324
- 天王店 秋田県潟上市天王字御休下7-1
- 島田病院内売店 秋田県能代市西赤沼14-4

## かつてあった店舗
- 畠町店
- 上町店
- 新道店
- バラエティストア柳町店（衣料専門店）
- 大館店
- 住吉町店
- アイケー店
- 柳町店（弁当専門店）
- 元町店（弁当専門店）
- 松長布店
- ドライブインワンモアハウス
- 能代山本組合病院内レストラン
- 五城目店
- 大久保店
- 一日市店
- 鯵ヶ沢店

## 関連会社
- 寺田営庫有限会社